# تاريخ نجد
تاريخ نجد، إمارات إقليم نجد قبل ميثاق الدرعية وقيام الدولة السعودية الأولى.

## أوضاع نجد
انقسمت بلاد نجد قبل حكم الدولة السعودية الأولى (1157-1233هـ/1744م) إلى أربعة إمارات:
1. إمارة الدرعية: وأميرها محمد بن سعود.
2. إمارة الرياض: وأميرها دهام بن دواس.
3. إمارة العيينة: و أميرها الأمير عثمان بن معمر.
4. إمارة الخرج: وكان أميرها زيد الديلمي.[1]

كانت الحالة الاجتماعية في نجد ترتكز على أن القبيلة أساس الوحدة الاجتماعية ولكل قبيلة شيخها، أما من الناحية الدينية والثقافية، فسادها الجهل إذ كانت في ذلك الوقت أرضاً خصبة لكثير من البدع والخزعبلات، وعلى الرغم من انتشار الخرافات والبدع إلا أنها لم تصل في انحرافها أن جهل أهلها شعائر الإسلام من صلاة وصوم وزكاة وحج.
وكان من مظاهر الانحراف عن الإسلام الصحيح في نجد كما فصله المؤرخ النجدي «حسين بن غنام» في كتابه (روضة الأفكار والأفهام) ما يأتي:
عبادة القبور: فيذكر قبر «زيد بن الخطاب» في الجبيلة وقبر (ضرار بن الأزور) في شعيب غبيراء
الأشجار: ذكر النخل المعروف ب«الفحال» وشجرة «الطرفية»
الأحجار: غار بنت الأمير الذين يزعمون أن الله فلقه لها لتعتصم به من أحد الفسقة
الأولياء: ويذكر منهم وليا اسمه «تاج» وهو من أهل الخرج وكان أعمى افتتن به الناس وصرفوا إليه النذور.
كان ذلك موجز عن وضع نجد السياسي والديني قبل دعوة الشيخ، وسنتطرق الآن بالحديث عن الشيخ «محمد بن عبد الوهاب» صاحب الدعوة حتى الاتفاق الشهير بينه وبين الأمير «محمد بن سعود».

## الشيخ محمد بن عبد الوهاب
هو الشيخ الإمام محمد بن عبد الوهاب بن سليمان بن علي من المشارفة، من فروع الوهبة من قبيلة تميم، ولد في بلدة العيينة عام (1115هـ/1703م) ونشأ بها، كان جده سليمان فقيهاً دينياً مشهوراً، وكان أباه قد تولى قضاء بلدتين العيينة أولاً ثم حريملاء، وعمه إبراهيم عالماً قديراً.
كان حاد الذكاء، قوي الذاكرة يسبق عقله عمره، حفظ القرآن الكريم وهو دون العاشرة من عمره على يدي والده الذي درسه الفقه الحنبلي والتفسير والحديث، وتتلمذ على كتب ابن تيمية في الفقه والعقائد والتفسير، كما اهتم بكتب ابن القيم -تلميذ ابن تيمية- وقرأ كتبهما ونسخ الكثير منها.

### رحلاته
قصد الشيخ -رحمه الله- بيت الله الحرام لأداء فريضة الحج، وأخذ عن بعض علماء الحرم الشريف، ثم اتجه نحو المدينة المنورة حيث أقام فيها مدة من الزمن، وقابل فيها الشيخ «عبد الله بن سيف النجدي»، الذي أجازه من طريقين:
الأول: طريق بن مفلح عن شيخ الإسلام ابن تيمية وينتهي بالإمام أحمد الحنبلي.
ثانيهما: طريق عبد الرحمن بن رجب عن ابن القيم إلى الإمام أحمد الحنبلي.
كما أخذ الشيخ عن المحدث الكبير «محمد حياة السندي»، وممن أخذ الشيخ عنهم وانتفع بمصاحبتهم، الشيخ «علي الأفندي الداغستاني»، والشيخ «إسماعيل العجلوني»، والشيخ «عبد الله لن عبد اللطيف الأحسائي»، والشيخ «محمد العفالقي».
وتوجه بعد المدينة إلى البصرة وأقام فيها أربعة سنوات، تلقى فيها العلم على عدد من علمائها وكان من أشهرهم الشيخ محمد المجموعي الذي درس عليه في النحو واللغة والحديث والفقة.
أراد الشيخ محمد بن عبد الوهاب التوجه إلى الشام ولكن قصرت به النفقة، فقفل عائداً إلى نجد ومر في طريقه بالأحساء، حيث نزل عند الشيخ «عبد الله بن عبد اللطيف الشافعي»، وتوجه الشيخ بعدها إلى حريملاء حيث أن أباه قد انتقل إليها من العيينة، إذ وقع خلاف بين والده وأمير العيينة فعزله الأمير عن القضاء.
كانت رحلات الشيخ لطلب العلم قد ساهمت في توسيع مداركه وعلومه، واطلع فيها على الكثير من الفساد الديني والسياسي، فعند عودته قرر أن يبدأ بإصلاح هذا الفساد، فبدأ ببلدة حريملاء وخرج يبشر بالتجديد الأخلاقي والروحي، يأمر أهلها بالمعروف والنهي عن المنكر، ودعوتهم إلى عقيدة التوحيد الصافية وبين لهم الشرك الخفي وأنه لا يجوز أن يدعى مع الله أحداً، واستمر على هذا الحال حتى وفاة والده (1153هـ/1740م).

### العودة إلى العيينة
عاد الشيخ بعد وفاة والده للعيينة بعد أن لاقى من أهل حريملاء شراً عليه إذ أرادت فئة منهم قتله، وكان حاكم العيينة في ذلك الوقت الأمير «عثمان بن معمر» الذي قبل الدعوة ورحب به وأكرمه، ووعد الشيخ بنصرته ونشر دعوته. وبدأ الشيخ بتطبيق مبادئ الدعوة عملياً بعد قيامه بالدعوة والإرشاد، وتمثل ذلك في ثلاث أمور:
1. هدم قباب القبور مثل قبر «زيد بن الخطاب» في الجبيلة.
2. قطع الأشجار التي يتبرك بها عامة الناس مثل شجرة «الذيب» في العيينة وشجرة «قريوه» في الدرعية.
3. رجم الزانية التي جاءت إلى الشيخ وأقرت بالزنا وهي محصن، وكان الشيخ محمد قاضي العيينة في ذلك الوقت فحكم عليها بالرجم، وأول من بدأ برجمها «عثمان بن معمر».

وبعد تلك الأعمال اشتهرت دعوة الشيخ محمد بين الناس، وازدادت هجرة الناس إلى العيينة للانتفاع بعلمه، وقد بلغ الخبر أمير الأحساء «سليمان بن محمد» من بني خالد، الذي خاف على ملكه من الزوال إذا انتشرت الدعوة وكثر أنصار الشيخ، فأرسل إلى «عثمان بن معمر» محتجاً على الأفعال التي يقوم بها الشيخ وطلب منه أن يحكم عليه بالموت، وإلا سيقوم بقطع العطاء الذي كان يعطيه الأمير ل«عثمان بن معمر».
كان ذلك العطاء بمثابة منحة تُدفع من أجل تأمين حقوق تجار الساحل في المتجارة الداخلية، وكانت تبلغ الألف والمائتي قطعة ذهبية مع كمية مساوية من الأطعمة والبضائع.
ولم يستطع «عثمان بن معمر» التضحية بمثل هذا العطاء، ولم تكن دعوة الشيخ قوية تعوضه ما سيفقده من كسب مادي، فطلب من الشيخ أن يختار المكان الذي يريد الذهاب إليه فاختار الدرعية لعدة أسباب؛ قربها من العيينة، وجود مؤيدين له، عُرف حاكمها بحسن السيرة، واستقلال حكمها عن أي سلطة خارجية.

## اتفاق الدرعية
وصل الشيخ الدرعية عند الظهيرة، وكان ضيفاً عند «محمد بن سويلم العريني»، وقد قال الشيخ له: ((أبشر بخير، وهذا الذي أدعوا إليه الناس دين الله، وسوف يظهره الله)).
علم "ثنيان ومشاري" أخوي الأمير محمد بن سعود" وكانا على قناعة مما يدعوا إليه الشيخ من التوحيد، فذهبا إلى زوجة الأمير "موضي بنت وطبان" وقالا لها: أخبري محمداً بهذا الرجل وشجعيه على قبول دعوته وحرضيه على مؤازرته، فلما دخل عليها الأمير محمد بن سعود قالت له: أبشر بهذه الغنيمة العظيمة، هذه غنيمة ساقها الله إليك، رجل داعية يدعو إلى دين الله وكتابه وسنة رسوله -صلى الله عليه وسلم- فيالها من غنيمة بادر بقبوله ونصرته ولا تقف في ذلك أبدا.
وقبل الأمير مشورتها وقرر الأمير بزيارة الشيخ سيراً على الأقدام حتى يشهد الناس، ويقتدي السكان بأميرهم ويقدرونه، ولما وصل الأمير رحب بالشيخ، وقال له يا شيخ محمد: أبشر بالنصرة وأبشر بالأمن وأبشر بالمساعدة فقال له الشيخ: وأنت أبشر بالنصرة أيضا والتمكين والعاقبة الحميدة، هذا دين الله من نصره نصره الله، ومن أيده أيده الله، وسوف تجد آثار ذلك سريعا، فقال: يا شيخ سأبايعك على دين الله ورسوله، وعلى الجهاد في سبيل الله، ولكنني أخشى إذا أيدناك ونصرناك وأظهرك الله على أعداء الإسلام أن تبتغي غير أرضنا، وأن تنتقل عنا إلى أرض أخرى، فقال: لا؛ أبايعك على هذا، أبايعك على أن الدم بالدم، والهدم بالهدم، لا أخرج عن بلادك أبداً، فبايعه على النصرة، وعلى البقاء في البلد، وأنه يبقى عند الأمير يساعده، ويجاهد معه في سبيل الله، حتى يظهر دين الله، وتمت البيعة على ذلك.
وهكذا تم ما نعرفه اليوم ب«اتفاق الدرعية» (1157هـ/1744م) المشهور، والذي كان نقطة التحول في تاريخ الدعوة وفي حياة نجد، بل وفي تاريخ اليقظة العربية والإسلامية الحديثة.
كان هذا الاتفاق حجر الأساس للدولة السعودية الأولى، وكان الاتفاق السبب في قدوم الوفود من كل الإمارات إلى الدرعية، فقد كان الشيخ يراسل العلماء ويدعو الناس بالحكمة والموعظة الحسنة، فقبل بعضهم وأعرض بعضهم عن الأمر، حتى أنهم كفرو الشيخ وأتباعه وأباحوا دمائهم، فأمر الشيخ بالجهاد ودعى الناس إليه، دفاعاً عن النفس أمام المعارضين، وكسر وإزالة العقبات أمام نشر الدعوة، فتحسنت أوضاع البلاد الاقتصادية بسبب ما حصل عليها أهلها من الغنائم وجباية الزكاة، فكان فاتحة خير وبركة، وهكذا تحولت الدرعية إلى عاصمة دينية وسياسية حربية في نفس الوقت.